# Шатура
Шатура (на руски: Шатура) е град в Русия, административен център на Шатурски район, Московска област. Населението му към 1 януари 2018 е 32 838 души.